# بوقادير
بوقادير إحدى بلديات دائرة بوقادير بولاية الشلف. يعود تاريخ تأسيسها إلى سنة 1884 وكانت تسمي شارون (نسبةً لأحد المستعمرين الفرنسيين). يقدر سكان مقر البلدية بـ 51340 نسمة.

## الموقع
تقع بلدية بوقادير في سهل الشلف غرب مقر الولاية، على بعد 22كلم من عاصمتها. تبلغ مساحتها 225 كلم² وعدد سكانها 51340 نسمة حسب إحصائيات سنة 2008، تحدها شمالا بلدية الصبحة وجبال الظهرة ومن الجنوب بلدية الولجة وعمي موسى والرمكة التابعة لولاية غليزان وبلدية أولاد بن عبد القادر بولاية الشلف ومن الشرق بلدية وادي سلى ومقر الولاية ومن الغرب بلدية المرجة سيدي عابد التابعة لولاية غليزان.
أما بالنسبة لمناخ بلدية بوقادير فهو مناخ بارد في الشتاء معتدل في درجة الحرارة إلى 10° وحار في فصل الصيف حيث تصل درجة الحرارة إلى 45° مئوية.

## الاقتصاد والبنية التحتية
يغلب على البلدية الطابع الفلاحي والتجاري. معظم مداخيل البلدية من إيجار المحلات وموارد أخرى.
- الثروة الغابية : حوالي 1200 هكتار
تمتلك بلدية بوقا دير شبكة طرقات حولي 220 كلم منها 15 كلم طريق وطني و17 كلم طريق ولائي وجزء من الطريق السيار شرق غرب طوله حوالي 17 كلم .
أما بالنسبة للمنشات والمؤسسات فبلدية بوقا دير تتربع على عدة مؤسسات اقتصادية تعليمة تربوية وخدماتية
المؤسسات الاقتصادية مثل البنوك والضرائب ومركز سونلغاز
المؤسسات التعليمية والتربوية مثل المدارس الابتدائية المتوسطات الثانوية ومركز التكوين المهني دار الشباب وقاعة رياضية وملعب بلدي.
المؤسسات الحكومية الرسمية
وفيها مركز للشرطة ووحدة للتدخل السريع للشرطة القضائية وثكنة للدرك الوطني ووحدة الحماية المدنية ومحكمة
بالنسبة للعمران، تعرضت بوقادير إلى زلزال العاشر من أكتوبر 1980 خلف أثار مدمرة. ولهذا السبب فإن العمران حديث النشأة ومعظم البنايات حديثة.